# PB&J Otter
PB&J Otter (Las aventuras de P B y J Otter en Latinoamérica) es una serie de televisión de dibujos animados estadounidense creado por Jim Jinkins. La serie se emitió en Disney Channel el 7 de marzo de 1998 y terminó el 28 de agosto del 2000.

## Descripción
La serie cuenta con tres nutrias de río llamado Peanut, Butter, y Jelly Otter, ya que viven en un barco con su familia y amigos.

## Personajes
- Peanut Otter- el hermano del Medio
- Butter Otter- la hermana menor
- Jelly Otter- la hermana mayor
- Flick Duck (con la voz de Angélica Rodríguez Ovalle)[2]